# 新野地温泉
新野地温泉（しんのじおんせん）は、福島県福島市土湯温泉町字野地にある温泉。

## 泉質
- 単純硫黄泉（硫化水素型）
  - 源泉温度 : 85.8℃
  - pH : 7.3

### 効能
- 皮膚病、婦人病、切り傷など

※効能はその効果を万人に保証するものではない。

## 温泉地
磐梯朝日国立公園内に一軒宿、相模屋旅館が存在する。国道115号の旧道に沿い、標高1230mの高所にある温泉地ながら通年営業している。日本秘湯を守る会に加盟している。内風呂は湯治場の雰囲気を残す板張りのもので、露天風呂は外の木道をしばらく進んだところにある。丸太などで囲われたもので開放感にあふれる。ちなみにこのあたりは福島市だが、福島市の市外局番「024-5」ではなく、隣の耶麻郡の市外局番「0242」が使用されている。

## アクセス
- 車：東北自動車道 福島西ICより国道115号-県道30号経由で南西方向に約30 km（約35分）。
- 公共交通：福島交通が季節運行の福島駅発着バス「スカイライン循環線」を運行することがあり、「新野地温泉」バス停が設けられる。

## 周辺
- 鬼面山
- 磐梯吾妻スカイライン
- 野地温泉・鷲倉温泉・赤湯温泉・幕川温泉
- 横向温泉
- 箕輪スキー場